# 迷你世界
《迷你世界》是一款由深圳市迷你玩科技有限公司运营的沙盒游戏。截至2025年5月，全球累计注册人数超过10亿，其每月活躍玩家人数已超过一亿，其中超過六成为青少年。游戏中玩家将扮演迷拉星人，通过探索获得各种资源并制作道具，打造属于自己的建筑。

## 发展历程
2015年12月26日，《迷你世界》在中国大陆Android、iOS和電腦平台上线。2017年12月8日，腾讯与深圳迷你玩科技有限公司合作，在Wegame上线了《迷你世界》页面。12月14日，《迷你世界》正式上线Wegame。同年，游戏每月活躍人数超过2400万，位列中国大陆手机应用第三位。2018年3月，迷你世界与内蒙古阿拉善公益机构合作，向玩家宣传荒漠化防治相关知识。2018年4月28日，《迷你世界》正式上线Steam，由开始的付费游戏降为了免费游戏，但为了挽回Steam的评价，迷你世界现已退出中国区。2021年，“迷你玩”企业品牌正式升级为迷你创想
2021年7月24日，該作成為首款支持鴻蒙的遊戲。

## 游戏内容
游戏包含创造、冒险模式，拥有丰富的游戏玩法。除单人游玩外，玩家可以通过游戏内的编辑器，利用资源包音效等素材，制作地图，上传至游戏内的地图分享平台“迷你工坊”中，邀请其他玩家联机；相对类似游戏我的世界，迷你世界编辑器的操作相对简单，也易于上手。游戏内美术风格以方块像素画风为主。

## 争议

### 抄袭纠纷
2017年8月15日，网易以涉嫌抄袭其代理的游戏《我的世界》为由对迷你玩发出维权函，并要求进行删除下架处理。2018年，网易起诉迷你世界运营方侵犯其游戏所属美术作品的著作权，要求其停止不正当竞争行为并删除侵权作品。一审中，迷你玩与华多公司提出管辖权异议，但遭到法庭驳回；其不服，上诉至广州知识产权法院后，管辖权异议被法庭采纳，并将案件转至深圳中院审理。2018年10月13日，网易撤回对迷你玩运营方的起诉。
2020年11月，网易再次起诉迷你玩公司。2020年12月，深圳市中级人民法院认定《迷你世界》中267个基础核心元素与《我的世界》中的内容构成实质性相似，以致游戏画面实质性相似构成整体侵权，裁定迷你玩公司立即停止侵权行为、删除267个涉案的核心元素，并赔偿网易2113.24万人民币。迷你玩科技則向广东高院提起上诉，并称将“捍卫自己的合法权益，捍卫广大玩家的创作自由空间”。2021年7月27日在广东高院二审开庭，网易公司请求法院判令迷你玩公司停止侵权、消除影响并赔偿5000万元。
2022年11月30日，广东省高级人民法院做出终审判决，认定迷你玩公司以抄袭游戏元素设计的方式构成不正当竞争，同时以两款游戏的相似之处在于游戏元素设计而非游戏画面驳回网易公司关于著作权侵权的诉请，判令迷你玩公司赔偿人民币5000万元，并删除230个侵权元素，法庭未支持网易要求《迷你世界》停止运营的诉请。2022年12月28日，《迷你世界》官方发布公告称已完成230个游戏元素的删除与重塑，并向网易公司赔偿了5000万元；2022年12月30日，《我的世界》官方发文称，《迷你世界》仍存在大量并未进行实质性修改的侵权元素，且依然可下载到含有部分侵权元素的地图。

### 防沉迷问题
2020年4月15日，浙江省消委会点名批评包括迷你世界在内的18款游戏，称未成年人在使用未实名账号时，不仅不会受到游戏时长限制，且充值次数、金额也不会受限。新华社则发文批评相关商家是挣“不义之财”。游戏开发者曾在接受采访时表示，在游戏内“玩家有钱都没地方花”，并称游戏内每用户平均收入在十几元以下，游戏并不赚钱。

### 被指监管不力
2020年4月27日，新京报发文指出《迷你世界》游戏内仍存在部分玩家诱导未成年人脱衣拍照等等不法行为，尽管之前游戏方表示已经进行多次整改，但是游戏中玩家制作的地图内的色情诱导内容仍未完全消除，包括含有黄色小说的告示牌、引向其他社交软件的涉黄群号等。同时记者发现游戏内玩家制作的地图存有涉及虐待未成年人的内容。次日，《迷你世界》官方表示，会启动平台最高等级内容监管限制，关闭玩家自制内容上传通道，直到整改完毕；而到晚间，游戏方则对自身监管不力向公众道歉，主动下架游戏，并配合警方的调查。29日，深圳網絡安全和信息化委員會辦公室对其營運方进行约谈。

## 奖项
- 2018年 - Google Play最具创新力奖[29]

## 改編
改編網路動畫短片《花语程行》首季於2019年起播出。同人電影《迷你世界之觉醒》2022年7月30日在中國上映。